# Seishun Buta Yarō
Seishun Buta Yarō (青春ブタ野郎シリーズ Seishun Buta Yarō Shirīzu lit. Un adolescente sin vergüenza?), también conocida como Aobuta (青ブタ?), o Rascal Does Not Dream en inglés, es una serie de novelas ligeras japonesa escrita por Hajime Kamoshida e ilustrada por Kēji Mizoguchi. ASCII Media Works ha publicado quince volúmenes desde el 10 de abril de 2014 hasta octubre de 2024, bajo su sello Dengeki Bunko.
Una adaptación de manga con arte de Tsugumi Nanamiya se ha publicado en la revista de manga seinen de ASCII Media Works, Dengeki G's Comic, desde enero de 2016.
Una adaptación a serie de anime titulada Seishun Buta Yarō wa Bunny Girl Senpai no Yume wo Minai, producida por CloverWorks se emitió del 4 de octubre al 27 de diciembre de 2018 en Japón.
Una adaptación de película de anime titulada Seishun Buta Yarō wa Yumemiru Shōjo no Yume wo Minai (青春ブタ野郎はゆめみる少女の夢を見ない lit. Un adolescente sinvergüenza no sueña con una chica soñadora?) se estrenó el 15 de julio de 2019 en Japón.
Dos secuelas más en formato película anime, tituladas Seishun Buta Yarō wa Odekake Sister no Yume wo Minai y Seishun Buta Yarō wa Ransel Girl no Yume wo Minai se estrenaron en los cines de Japón el 23 de junio y 1 de diciembre de 2023 respectivamente.
Una próxima serie de anime, llamada Seishun Buta Yarō wa Santa Claus no Yume wo Minai fue anunciada para estrenarse en julio de 2025. Este proyecto adapta el final de las novelas ligeras y el arco universitario.

## Sinopsis
La vida del estudiante de secundaria Sakuta Azusagawa da un giro inesperado cuando conoce a la actriz adolescente Mai Sakurajima, vestida como una conejita, deambulando por una biblioteca y nadie más se da cuenta. Mai está intrigada porque Sakuta es el único que puede verla, ya que otras personas no pueden verla, incluso cuando se viste normalmente o intenta mantenerse alejada de la vida de celebridad. Llamando a este fenómeno «Síndrome de la Adolescencia», Sakuta decide resolver este misterio, mientras continúa acercándose a Mai y conociendo a otras chicas que también sufren del «Síndrome de la Adolescencia».

## Personajes

### Personajes principales
Sakuta Azusagawa (梓川 咲太 Azusagawa Sakuta?)
 Seiyū: Kaito Ishikawa
Al albergar una mala reputación luego de presuntamente hospitalizar a tres personas, Sakuta intenta mantener un perfil bajo hasta que su reunión con Mai lo incita a investigar el síndrome de la adolescencia. El síndrome de la adolescencia de su hermana Kaede también lo afectó, sufriendo tres cortes en el pecho.
Mai Sakurajima (桜島 麻衣 Sakurajima Mai?)
 Seiyū: Asami Seto
Cansada por las presiones de su trabajo como actriz, Mai decide tomar una pausa, pero de repente se da cuenta de que las personas no pueden reconocer su existencia, excepto Sakuta, que se compromete a ayudar a descubrir qué está sucediendo, mientras ella continúa acercándose a él. Ella conoce a Sakuta por primera vez en una biblioteca, mientras vestía un traje de conejita para probar si la gente la notaría. Con el tiempo empieza a desarrollar sentimientos hacia Sakuta y cuando este se le declara enfrente de toda la escuela inician una relación.
Kaede Azusagawa (梓川 かえで Azusagawa Kaede?)
 Seiyū: Yurika Kubo
La hermana menor de Sakuta y otra víctima del síndrome de la adolescencia, Kaede, misteriosamente comenzó a sufrir lesiones luego de sufrir acoso en línea y recibir amenazas de muerte en su teléfono celular que la dejaron con agorafobia. Ella solo se recuperó después de que dejó de usar las redes sociales o de ir a la escuela. Después de eso, ella se queda en el apartamento de Sakuta, con solo su gato para hacerle compañía. Ella le tiene mucho cariño a su hermano y con frecuencia se acuesta con él mientras él duerme. Kaede es el personaje central de la quinta novela ligera.
Tomoe Koga (古賀 朋絵 Koga Tomoe?)
 Seiyū: Nao Tōyama
El personaje central de la segunda novela ligera, Tomoe es una estudiante de primer año en la escuela secundaria de Sakuta. Inicialmente se encuentra con Sakuta en un parque mientras él intentaba ayudar a una niña a buscar a su madre, lo que lleva a Tomoe a acusar a Sakuta de ser un lolicon. Posteriormente se descubre que debido al síndrome de la pubertad, ella crea un bucle temporal que hace que Sakuta y ella repitan el mismo día varias veces sin avanzar en el tiempo. Debido a que desea encajar con sus amigas, hace un trato con Sakuta y fingen ser novios durante un semestre, lo que la lleva a enamorarse poco a poco.
Rio Futaba (双葉 理央 Futaba Rio?)
 Seiyū: Atsumi Tanezaki
El personaje central de la tercera novela ligera, Rio es la única miembro del club de ciencias en la escuela secundaria de Sakuta y Mai, y una de los únicos amigos de Sakuta. Ella cree firmemente que el síndrome de la adolescencia es un mito. Su personalidad es distante y seria, siendo Yuma y Sakuta sus únicos amigos. En algún momento antes de los acontecimientos de la serie, el cuerpo femenino de Rio se había desarrollado mucho antes que sus compañeras de clase. Una vez que descubrió la forma en que algunos muchachos la miraban, comenzó a odiar su cuerpo y se sintió como "un ser sucio". A pesar de su cuerpo voluptuoso siempre viste con su bata de laboratorio.
Nodoka Toyohama (豊浜 のどか Toyohama Nodoka?)
 Seiyū: Maaya Uchida
El personaje central de la cuarta novela ligera, Nodoka es la media hermana de Mai (por medio de su padre) y miembro de un grupo idol. Ella es el resultado del segundo matrimonio del padre de Mai y debido a esta situación su madre la compara constantemente con su media hermana, llegando a sentir admiración y celos. Su deseo de ser como su hermana hace que el síndrome de la pubertad se manifieste y cambie su cuerpo con Mai.
Shoko Makinohara (牧之原 翔子 Makinohara Shōko?)
 Seiyū: Inori Minase
El personaje central de la sexta y séptima novelas ligeras, Shoko tiene el mismo nombre que el primer amor de Sakuta. Ella es una estudiante de secundaria tímida que se topa con Sakuta durante una tormenta. Más tarde se revela que ella es la Shoko que Sakuta conoció durante su infancia, pero se había alejado para recuperarse de un trasplante de corazón.

### Personajes secundarios
Yūma Kunimi (国見 佑真 Kunimi Yūma?)
 Seiyū: Yūma Uchida
El mejor amigo de Sakuta. Está saliendo con Saki Kamisato.
Saki Kamisato (上里 沙希 Kamisato Saki?)
 Seiyū: Himika Akaneya
Saki es la novia de Yūma. Ella odia a Sakuta y desea que él deje de ser el amigo de Yūma, ya que su condición de solitario de la clase hace que Yūma, y lo que es más importante, ella misma sean menos populares.
Fumika Nanjō (南条 文香 Nanjō Fumika?)
 Seiyū: Satomi Satō
Humika es una reportera que está interesada en el síndrome de la adolescencia y cree que las cicatrices en el pecho de Sakuta fueron causadas por ello.

## Contenido de la obra

### Novela ligera
Seishun Buta Yarō es escrita por Hajime Kamoshida e ilustrada por Kēji Mizoguchi. ASCII Media Works comenzó a publicarla bajo el sello Dengeki Bunko el 10 de abril de 2014. Se han publicado quince volúmenes en total, hasta octubre de 2024.
| Volúmenes de novelas ligeras publicadas | Volúmenes de novelas ligeras publicadas                                                            | Volúmenes de novelas ligeras publicadas | Volúmenes de novelas ligeras publicadas |
| Núm.                                    | Título                                                                                             | Fecha de publicación                    | ISBN                                    |
| --------------------------------------- | -------------------------------------------------------------------------------------------------- | --------------------------------------- | --------------------------------------- |
| 1                                       | Seishun Buta Yarō wa Banīgāru Senpai no Yume wo Minai (青春ブタ野郎はバニーガール先輩の夢を見ない) | 10 de abril de 2014                     | ISBN 978-4-04-866487-5                  |
| 2                                       | Seishun Buta Yarō wa Puchidebiru Kōhai no Yume wo Minai (青春ブタ野郎はプチデビル後輩の夢を見ない) | 9 de septiembre de 2014                 | ISBN 978-4-04-866808-8                  |
| 3                                       | Seishun Buta Yarō wa Rojikaru Witchi no Yume wo Minai (青春ブタ野郎はロジカルウィッチの夢を見ない) | 10 de enero de 2015                     | ISBN 978-4-04-869173-4                  |
| 4                                       | Seishun Buta Yarō wa Shisukon Aidoru no Yume wo Minai (青春ブタ野郎はシスコンアイドルの夢を見ない) | 9 de mayo de 2015                       | ISBN 978-4-04-865135-6                  |
| 5                                       | Seishun Buta Yarō wa Orusuban Imōto no Yume wo Minai (青春ブタ野郎はおるすばん妹の夢を見ない)      | 10 de septiembre de 2015                | ISBN 978-4-04-865394-7                  |
| 6                                       | Seishun Buta Yarō wa Yumemiru Shōjo no Yume wo Minai (青春ブタ野郎はゆめみる少女の夢を見ない)      | 10 de junio de 2016                     | ISBN 978-4-04-865891-1                  |
| 7                                       | Seishun Buta Yarō wa Hatsukoi Shōjo no Yume wo Minai (青春ブタ野郎はハツコイ少女の夢を見ない)      | 8 de octubre de 2016                    | ISBN 978-4-04-892281-4                  |
| 8                                       | Seishun Buta Yarō wa Dekake Shisutā no Yume wo Minai (青春ブタ野郎はおでかけシスターの夢を見ない)  | 10 de abril de 2018                     | ISBN 978-4-04-893585-2                  |
| 9                                       | Seishun Buta Yarō wa Randoseru Gāru no Yume wo Minai (青春ブタ野郎はランドセルガールの夢を見ない)  | 10 de octubre de 2018                   | ISBN 978-4-04-912017-2                  |
| 10                                      | Seishun Buta Yarō wa Mayoeru Shingā no Yume wo Minai (青春ブタ野郎は迷えるシンガーの夢を見ない)    | 7 de febrero de 2020                    | ISBN 978-4-04-912850-5                  |
| 11                                      | Seishun Buta Yarō wa Naichingēru no Yume wo Minai (青春ブタ野郎はナイチンゲールの夢を見ない)       | 10 de diciembre de 2020                 | ISBN 978-4-04-912902-1                  |
| 12                                      | Seishun Buta Yarō wa Maisuchūdento no Yume wo Minai (青春ブタ野郎はマイスチューデントの夢を見ない) | 9 de diciembre de 2022                  | ISBN 978-4-04-912902-1                  |
| 13                                      | Seishun Buta Yarō wa Santakurōsu no Yume o Minai (青春ブタ野郎はサンタクロースの夢を見ない)        | 7 de julio de 2023                      | ISBN 978-4-04-914867-1                  |
| 14                                      | Seishun Buta Yarō wa Gārufurendo no Yume o Minai (青春ブタ野郎はガールフレンドの夢を見ない)        | 9 de agosto de 2024                     | ISBN 978-4-04-915131-2                  |
| 15                                      | Seishun Buta Yarō wa Dia Furendo no Yume o Minai (青春ブタ野郎はディアフレンドの夢を見ない)        | 10 de octubre de 2024                   | ISBN 978-4-04-915132-9                  |
| Extra                                   | Seishun Buta Yarou wa Beach Queen no Yume wo Minai Plus                                            | 10 de julio de 2025                     | ISBN 978-4-04-916404-6                  |

### Manga
Una adaptación de manga dibujada por Tsugumi Nanamiya comenzó su serialización en la revista Dengeki G's Comic de ASCII Media Works el 1 de diciembre de 2015. ASCII Media Works recopila sus capítulos en volúmenes tankōbon.
El primer volumen se publicó el 8 de octubre de 2016, y hasta el momento han sido lanzados doce volúmenes.
| Volúmenes de manga publicados | Volúmenes de manga publicados                                                                           | Volúmenes de manga publicados | Volúmenes de manga publicados |
| Núm.                          | Título                                                                                                  | Fecha de publicación          | ISBN                          |
| ----------------------------- | --- | ----------------------------- | ----------------------------- |
| 1                             | Seishun Buta Yarō wa Banīgāru Senpai no Yume wo Minai 1 (青春ブタ野郎はバニーガール先輩の夢を見ない 1)  | 8 de octubre de 2016          | ISBN 978-4-04-892480-1        |
| 2                             | Seishun Buta Yarō wa Banīgāru Senpai no Yume wo Minai 2 (青春ブタ野郎はバニーガール先輩の夢を見ない ２) | 10 de octubre de 2018         | ISBN 978-4-04-912068-4        |
| 3                             | Seishun Buta Yarō wa Puchidebiru Kōhai no Yume wo Minai 1 (青春ブタ野郎はプチデビル後輩の夢を見ない １) | 10 de octubre de 2018         | ISBN 978-4-04-912070-7        |
| 4                             | Seishun Buta Yarō wa Puchidebiru Kōhai no Yume wo Minai 2 (青春ブタ野郎はプチデビル後輩の夢を見ない ２) | 10 de diciembre de 2018       | ISBN 978-4-04-912258-9        |
| 5                             | Seishun Buta Yarō wa Rojikaru Witchi no Yume wo Minai 1 (青春ブタ野郎はロジカルウィッチの夢を見ない １) | 26 de diciembre de 2020       | ISBN 978-4-04-913570-1        |
| 6                             | Seishun Buta Yarō wa Rojikaru Witchi no Yume wo Minai 2 (青春ブタ野郎はロジカルウィッチの夢を見ない ２) | 27 de julio de 2022           | ISBN 978-4-04-913894-8        |
| 7                             | Seishun Buta Yarō wa Orusuban Imōto no Yume o Minai 1 (青春ブタ野郎はおるすばん妹の夢を見ない １)       | 10 de noviembre de 2023       | ISBN 978-4-04-915373-6        |
| 8                             | Seishun Buta Yarō wa Orusuban Imōto no Yume o Minai 2 (青春ブタ野郎はおるすばん妹の夢を見ない ２)       | 9 de agosto de 2024           | ISBN 978-4-04-915951-6        |
| 9                             | Seishun Buta Yarō wa Yumemiru Shōjo no Yume o Minai 1 ( 青春ブタ野郎はゆめみる少女の夢を見ない １)      | 10 de octubre de 2023         | ISBN 978-4-04-915372-9        |
| 10                            | Seishun Buta Yarō wa Yumemiru Shōjo no Yume o Minai 2 ( 青春ブタ野郎はゆめみる少女の夢を見ない ２)      | 8 de marzo de 2024            | ISBN 978-4-04-915640-9        |
| 11                            | Seishun Buta Yarō wa Yumemiru Shōjo no Yume o Minai 3 ( 青春ブタ野郎はゆめみる少女の夢を見ない 3)       | 10 de octubre de 2024         | ISBN 978-4-04-915961-5        |
| 12                            | Seishun Buta Yarō wa Shisukon Aidoru no Yume o Minai 1 (青春ブタ野郎はシスコンアイドルの夢を見ない 1)   | 10 de junio de 2025           | ISBN 978-4-04916578-4         |

### Anime
Una adaptación al anime de 13 episodios titulada Seishun Buta Yarō wa Bunny Girl Senpai no Yume wo Minai (青春ブタ野郎はバニーガール先輩の夢を見ない lit. Un adolescente sinvergüenza no sueña con una conejita senpai?) se emitió entre octubre y diciembre de 2018 en ABC y otros canales. La serie está animada por el estudio CloverWorks y es dirigida por Sōichi Masui, con Kazuya Iwata como director asistente, Masahiro Yokotani manejando la composición de la serie y Satomi Tamura en el diseño de los personajes. fox capture plan está componiendo la música de la serie. Satomi Tamura también es la directora de animación junto con Akira Takata. La serie de anime adapta desde el primer hasta el quinto volumen de la serie. El tema de apertura es «Kimi no Sei» (君 の せ い?  lit. Tu culpa) por The peggies, y el tema final es «Fukashigi no Karte» (不可思議 の カ ル テ?) de Asami Seto, Yurika Kubo, Nao Tōyama, Atsumi Tanezaki, Maaya Uchida e Inori Minase con sus nombres de personajes. Aniplex of America ha licenciado la serie y se transmite en Crunchyroll y Hulu.
Durante el evento Aniplex Online Fest en septiembre de 2022, se anunció una secuela que adapta los volúmenes octavo y noveno de novelas ligeras. Más tarde se reveló que era una película, titulada Seishun Buta Yarō wa Odekake Sister no Yume o Minai, con el personal principal y el elenco regresando de la adaptación anterior. La película se estrenó en cines en Japón el 23 de junio de 2023.
En diciembre de 2023 se anunció una adaptación al anime del Arco Universitario. En agosto de 2024, se reveló que sería una serie de televisión titulada Seishun Buta Yarō Santa Claus no Yume wo Mina que se estrenará el 5 de julio de 2025, y adaptará los últimos volúmenes de la novela ligera.

### Películas anime
Una trilogía de películas sirve como secuela directa de la serie anime.
La primera adaptación, titulada Seishun Buta Yarō wa Yumemiru Shōjo no Yume wo Minai (青春ブタ野郎はゆめみる少女の夢を見ない lit. Un adolescente sinvergüenza no sueña con una chica soñadora?), se estrenó el 15 de junio de 2019 en Japón. Adapta los volúmenes 6 y 7 de las novelas ligeras.
La segunda película, Seishun Buta Yarō wa Odekake Sister no Yume wo Minai, se estrenó en Japón el 23 de junio de 2023; adapta el octavo volumen de las novelas ligeras. Se centra en Kaede Azusagawa.
La tercera película se titula Seishun Buta Yarō wa Ransel Girl no Yume wo Minai y se estrenó el 1 de diciembre de 2023. Adapta el volumen 9 de las novelas ligeras y se centra en Mai Sakurajima.

### Audiolibros
Desde 2020, se distribuye en Audible un audiolibro que lee en voz alta la novela.
| #  | Título                                                 | Fecha Lanzamiento        | Voz             |
| -- | ------------------------------------------------------ | ------------------------ | --------------- |
| 1  | Seishun Buta Yarō wa Banīgāru Senpai no Yume o Minai   | 31 de enero de 2020      | Haruka Kajiyama |
| 2  | Seishun Buta Yarō wa Puchidebiru Kōhai no Yume o Minai | 21 de febrero de 2020    | Yumi Nagata     |
| 3  | Seishun Buta Yarō wa Rojikaru Witchi no Yume o Minai   | 6 de marzo de 2020       | Saisui Fujino   |
| 4  | Seishun Buta Yarō wa Shisukon Aidoru no Yume o Minai   | 16 de julio de 2021      | Junko Oka       |
| 5  | Seishun Buta Yarō wa Orusuban Imōto no Yume o Minai    | 20 de agosto de 2021     | Yuka Takakura   |
| 6  | Seishun Buta Yarō wa Yumemiru Shōjo no Yume o Minai    | 24 de septiembre de 2021 | Ai Iwasaki      |
| 7  | Seishun Buta Yarō wa Hatsukoi Shōjo no Yume o Minai    | 22 de octubre de 2021    | Ai Iwasaki      |
| 8  | Seishun Buta Yarō wa Dekake Shisutā no Yume o Minai    | 26 de noviembre de 2021  | Yuka Takakura   |
| 9  | Seishun Buta Yarō wa Randoseru Gāru no Yume o Minai    | 17 de diciembre de 2021  | Arisa Aihara    |
| 10 | Seishun Buta Yarō wa Mayoeru Shingā no Yume o Minai    | 21 de enero de 2022      | Saori Okamoto   |
| 11 | Seishun Buta Yarō wa Naichingēru no Yume o Minai       | 28 de febrero de 2022    | Yuki Kamiyama   |
| 12 | Seishun Buta Yarō wa Mai Suchūdento no Yume o Minai    | 1 de diciembre de 2023   |                 |
| 13 | Seishun Buta Yarō wa Santakurōsu no Yume o Minai       | 15 de diciembre de 2023  | Chisa Horii     |
| 14 | Seishun Buta Yarō wa Gārufurendo no Yume o Minai       | 27 De diciembre de 2024  | Haruka Kajiyama |
| 15 | Seishun Buta Yarō wa Dia Furendo no Yume o Minai       | 28 De febrero de 2025    | Haruka Kajiyama |